# Vicente Rodríguez Aquino
Vicente Rodríguez fue un futbolista paraguayo (Puntero izquierdo), nacido en la ciudad de Yaguarón el 27 de noviembre de 1938, fallecido en 2014.

## Trayectoria
Comenzó su carrera en 1952 en el Sportivo Yaguarón y Club Guarani. Posteriormente pasó al Club Olimpia (Itá). Sus buenas actuaciones hicieron que lograra pasar al poderoso Club Olimpia, integrando el equipo campeón de 1960. En 1963 fue contratado por el Club Atlético San Lorenzo de Almagro de Argentina, adonde jugaría 19 partidos y marcado 3 goles entre 1963 y 1964. Volvió a Olimpia, donde siguió su carrera hasta 1967, para pasar a Deportivo Pereira de Colombia y terminar su carrera en 1970 en el Everest de Ecuador; en este club jugó con el también paraguayo "Moncho" Rodríguez. 

## Selección nacional
Selección paraguaya: Integrante de varias selecciones. 

### Participaciones internacionales
Campeonato Sudamericano 1963.

## Clubes
| Club               | País      | Año       |
| ------------------ | --------- | --------- |
| Sportivo Yaguarón  | Paraguay  | 1952-1958 |
| Club Olimpia (Itá) | Paraguay  | 1959      |
| Club Olimpia       | Paraguay  | 1960-1963 |
| San Lorenzo        | Argentina | 1963-1964 |
| Club Olimpia       | Paraguay  | 1965-1967 |
| Deportivo Pereira  | Colombia  | 1968-1969 |
| Everest            | Ecuador   | 1970      |

## Palmarés

### Campeonatos nacionales
| Título                       | Club    | País     | Año  |
| ---------------------------- | ------- | -------- | ---- |
| Primera División de Paraguay | Olimpia | Paraguay | 1960 |
| Primera División de Paraguay | Olimpia | Paraguay | 1961 |
| Primera División de Paraguay | Olimpia | Paraguay | 1965 |

- Adicionalmente fue subcampeón con el Olimpia de Asunción en los años 1961 y 1963.

### Copa Libertadores de América
- Subcampeón en 1960.

- Datos: Q6161315